# Ichneumon frischii
Ichneumon frischii är en stekelart som beskrevs av Johann Matthäus Bechstein och Georg Ludwig Scharfenberg 1805. Ichneumon frischii ingår i släktet Ichneumon och familjen brokparasitsteklar. Inga underarter finns listade i Catalogue of Life.